# Defilippe-viharmadár
A Defilippe-viharmadár (Pterodroma defilippiana) a madarak (Aves) osztályának a viharmadár-alakúak (Procellariiformes) rendjébe, ezen belül a viharmadárfélék (Procellariidae) családjába tartozó faj.
A magyar név forrással nincs megerősítve, lehet, hogy az angol név tükörfordítása (De Filippi's Petrel).

## Előfordulása
Chile területén honos, a Csendes-óceán keleti részének lakója.

## Megjelenése
Testhossza 26 centiméter.